# مشروعية الصوم
مشروعية الصوم في الإسلام بمعنى: تشريع الأحكام الشرعية للصوم، وتختص بكونها صادرة عن الشرع الإسلامي في مراحل التشريع المخصوصة بزمن نزول الوحي، فالصوم من العبادات المشروعة في الإسلام، وكان فرضه في المدينة المنورة، في السنة الثانية من الهجرة النبوية، وشرع تعيين صوم شهر رمضان بالفرضية، وهو الصوم المفروض على المسلمين، وأبيح الفطر في نهار رمضان بشروطه للمريض وللمسافر وعليهما القضاء، وشرعت الفدية في حق من لا يطيق الصوم أو من عجز عنه كالشيخ الكبير، وشرع تحديد وقت الصوم من طلوع الفجر الثاني إلى غروب الشمس، ونسخ ما كان عليه الحال قبل ذلك بإباحة الأكل والشرب ومعاشرة النساء في الليل كله، وشرع النهي عن مباشرة النساء حال الاعتكاف، وغير ذلك من الأحكام.

## فرض الصوم في الإسلام
كان فرض الصوم في السنة الثانية للهجرة، ونزلت فيه ءايات من القرآن الكريم، دلت على فرضيته على المسلمين، وأنه كان مفروضا على من كان قبلهم في الشرائع السابقة، وشرعت أحكامه ومواقيته، في آيات الصيام، وبينت تفاصيل أحكامه ومواقيتة، بالأحاديث النبوية؛ لأن الحديث النبوي مفسر للقرآن، وشارح له، قال الله تعالى: ﴿وأنزلنا إليك الذكر لتبين للناس﴾، وقال تعالى: ﴿فَلَا وَرَبِّكَ لَا يُؤْمِنُونَ حَتَّى يُحَكِّمُوكَ فِيمَا شَجَرَ بَيْنَهُمْ ثُمَّ لَا يَجِدُوا فِي أَنْفُسِهِمْ حَرَجًا مِمَّا قَضَيْتَ وَيُسَلِّمُوا تَسْلِيمًا ۝٦٥﴾ [النساء:65]، وفي الحديث: «ألا إني أوتيت الكتاب ومثله معه». والأصل في مشروعية الصيام قبل الإجماع: أدلة من الكتاب والسنة، فمن القرآن: ﴿يَا أَيُّهَا الَّذِينَ ءآمَنُوا كُتِبَ عَلَيْكُمُ الصِّيَامُ كَمَا كُتِبَ عَلَى الَّذِينَ مِن قَبْلِكُمْ لَعَلَّكُمْ تَتَّقُونَ﴾. وهو دليل فرض الصيام على المسلمين، وكان هذا في بداية فرضه، ثم نزل بعد ذلك من القرآن الكريم تحديد مقدار الصوم المفروض وبيان زمنه ومواقيته المتعلقة به في قول الله تعالى: ﴿شَهْرُ رَمَضَانَ الَّذِي أُنزِلَ فِيهِ الْقُرْآنُ هُدًى لِّلنَّاسِ وَبَيِّنَاتٍ مِّنَ الْهُدَىٰ وَالْفُرْقَانِ ۚ فَمَن شَهِدَ مِنكُمُ الشَّهْرَ فَلْيَصُمْهُ... الآية﴾ [البقرة:185]، إلى قوله تعالى: ﴿وَلَعَلَّكُمْ تَشْكُرُونَ﴾. وفي هذه الآية الأمر الصريح بوجوب صوم شهر رمضان على المسلمين المكلفين. ومعنى قوله تعالى: يَا أَيُّهَا الَّذِينَ ءآمَنُوا يا أيها الذين آمنوا بالله ورسوله وصدقوا بهما وأقرُّوا، كُتِبَ عَلَيْكُمُ الصِّيَامُ أي: فُرض عليكم الصيام، كَمَا كُتِبَ عَلَى الَّذِينَ مِن قَبْلِكُمْ، أي: كما فُرض على الذين من قبلكم، من الأمم السابقة، فهو من الشرائع القديمة، وكان فرضه على الأنبياء وأممهم، قال أبو جعفر الطبري في تفسير الآية: فرض عليكم مثل الذي فرض على الذين منْ قبلكم، وذكر أقوالا في الذين فرض عليهم الصوم من قبل فرضه على المسلمين، وفي المعنى الذي وقع فيه التشبيه بين فرض صومنا وصوم الذين من قبلنا، الأول: أن صوم شهر رمضان فرض على النصارى، وتشبيه صيامهم بصيام المسلمين هو اتفاقهما في الوقت والمقدار، الذي هو لازم للمسلمين اليوم فرضُه، عن الشعبي أنه قال: «لو صُمت السنة كلها لأفطرت اليوم الذي يشك فيه فيقال: من شعبان، ويقال: من رمضان، وذلك أن النصارى فُرض عليهم شهر رَمضان كما فرض علينا فحوَّلوه إلى الفصل، وذلك أنهم كانوا ربما صاموه في القيظ يعدون ثلاثين يومًا، ثم جاء بعدهم قرن فأخذوا بالثقة من أنفسهم، فصاموا قبل الثلاثين يومًا وبعدها يومًا، ثم لم يزل الآخر يُستن سنّة القرن الذي قبله حَتى صارت إلى خمسين، فذلك قوله: «كتبَ عليكم الصيام كما كتبَ عَلى الذين من قَبلكم»». وقيل بل التشبيه إنما هو من أجل أن صومهم كان من العشاء الآخرة إلى العشاء الآخرة، وهو الذي فرض على المسلمين في بداية فرضه؛ روى ابن جرير الطبري عن أسباط، عن السدي: أما الذين من قبلنا: فالنصارى، كتب عليهم رمضان وكتب عليهم أن لا يأكلوا ولا يشربوا بعد النوم، ولا ينكحوا النساءَ شهر رمضان، فاشتد على النصارى صيامُ رمَضان، وجعل يُقَلَّبُ عليهم في الشتاء والصيف، فلما رأوا ذلك اجتمعوا فجعلوا صيامًا في الفصل بين الشتاء والصيف، وقالوا: نزيد عشرين يومًا نكفّر بها ما صنعنا، فجعلوا صيامهم خمسين. وفي رواية: كتب عليهم الصوم من العتمة إلى العتمة، وعن قتادة: رمضانُ، كتبه الله على من كان قَبلهم، وعن مجاهد: كما كتب على الذين من قبلكم أي: أهل الكتاب، وفي قول أنه كان مفروضا على الناس كلهم، قال أبو جعفر: وأولى هذه الأقوال بالصواب قول من قال: معنى الآية: يا أيها الذين آمنوا فُرض عليكم الصيام كما فرض على الذين من قبلكم من أهل الكتاب، ﴿أَيَّامًا مَّعْدُودَاتٍ﴾، وهي شهر رمضان كله؛ لأن مَن بعدَ إبراهيم ﷺ كان مأمورًا باتباع إبراهيم، وذلك أن الله جل ثناؤه كان جَعله للناس إمامًا، وقد أخبرنا الله عز وجل أن دينه كان الحنيفيةَ المسلمةَ، فأمر نبينا ﷺ بمثل الذي أمر به مَنْ قبله من الأنبياء، وأما التشبيه، فإنما وقع على الوقت، وذلك أن مَنْ كان قبلنا إنما كان فرِض عليهم شهر رمضان، مثل الذي فُرض علينا سواء.

## خلفية
تدل النصوص الشرعية من الكتاب والسنة على أن الصيام الذي فرضه الله على المسلمين كان مفروضا على الأمم السابقة، حيث أن الله هو الذي شرع الأحكام لعباده، وأن العبادة لله وحده لا شريك له، وتؤكد شريعة الإسلام أن الدين كله لله، وهو الذي أرسل الرسل ليبلغوا الناس، ودين الأنبياء واحد، وما أمروا إلا ليعبدوا إله واحدا. وقد ذكر المفسرون: أن الصيام كان مفروضا على الأمم السابقة، وأنه كان مفروضا على أهل الكتاب، فأما اليهود فقد فرض الله عليهم الصيام ولكنهم حولوه فصاموا يوما... وأخرج البخاري في تاريخه والطبراني «عن دغفل بن حنظلة عن النبي ﷺ قال: كان على النصارى صوم شهر رمضان، فمرض ملكهم فقالوا: لئن شفاه الله لنزيدن عشرا، ثم كان آخر فأكل لحما فأوجع فوه، قال: لئن شفاه الله ليزيدن سبعة، ثم كان عليهم ملك آخر فقال: ما ندع من هذه الثلاثة الأيام شيئا أن نتمها ونجعل صومنا في الربيع، ففعل فصارت خمسين يوما».
وفي نص الآية الدالة على فرض الصيام جملة من الدلالات ومن أهمها: فرض الصيام على الناس، وأن الإيمان بالله والإسلام له وحده شرط في صحة العبادة، والخطاب في هذه الآية موجه لمن آمن بالله وبجميع رسله، ويؤكد نص الآية على أن الخلق كلهم عباد لله، وأن الخالق المعبود بحق هو الله وحده لا شريك له، وهو الذي أرسل جميع الرسل وله الدين الخالص، وفي النص القرآني من هذه الآية دلالة واضحة على أن الله هو الذي شرع الأحكام لعباده، فكما أنه فرض الصيام على الأمة المحمدية فكذلك فرض هذه العبادة على الأمم السابقة حيث يقول الله تعالى: ﴿كما كتب على الذين من قبلكم﴾ وقد ذكر الفخر الرازي في تفسير الآية: «في هذا التشبيه قولان: أحدهما: أنه عائد إلى أصل إيجاب الصوم، يعني هذه العبادة كانت مكتوبة واجبة على الأنبياء والأمم من لدن آدم إلى عهدكم، ما أخلى الله أمة من إيجابها عليهم لا يفرضها عليكم وحدكم، وفائدة هذا الكلام أن الصوم عبادة شاقة، والشيء الشاق إذا عم سهل تحمله». ثم ذكر القول الثاني بقوله: «والقول الثاني: أن التشبيه يعود إلى وقت الصوم وإلى قدره، وهذا ضعيف؛ لأن تشبيه الشيء بالشيء يقتضي استواءهما في أمر من الأمور، فأما أن يقال: إنه يقتضي الاستواء في كل الأمور فلا».
فالذي فرضه الله على الأنبياء وأممهم هو أصل إيجاب الصوم، وأما حمل التشبيه على أنه من حيث الوقت والقدر؛ فقد ذكر القائلون بهذا القول وجوها منها: أن الله تعالى فرض صيام رمضان على أهل الكتاب: (اليهود والنصارى)، قال الرازي: «أما اليهود فإنها تركت هذا الشهر وصامت يوما من السنة، زعموا أنه يوم غرق فيه فرعون، وكذبوا في ذلك أيضا؛ لأن ذلك اليوم يوم عاشوراء على لسان رسول الله ﷺ، أما النصارى فإنهم صاموا رمضان فصادفوا فيه الحر الشديد فحولوه إلى وقت لا يتغير، ثم قالوا عند التحويل: نزيد فيه فزادوا عشرا، ثم بعد زمان اشتكى ملكهم فنذر سبعا فزادوه، ثم جاء بعد ذلك ملك آخر فقال: ما بال هذه الثلاثة فأتمه خمسين يوما، وهذا معنى قوله تعالى: ﴿اتخذوا أحبارهم ورهبانهم أربابا...﴾ سورة التوبة آية: 31 وهذا مروي عن الحسن». الوجه الثاني: مروي عن الشعبي وهو: أنهم أخذوا بالوثيقة زمانا فصاموا قبل الثلاثين يوما وبعدها يوما، ثم لم يزل الأخير يستسن بسنة القرن الذي قبله حتى صاروا إلى خمسين يوما؛ ولهذا كره صوم يوم الشك. والوجه الثالث: أن وجه التشبيه أنه يحرم الطعام والشراب والجماع بعد النوم كما كان ذلك حراما على سائر الأمم، واحتج القائلون بهذا القول بأن الأمة مجمعة على أن قوله تعالى: ﴿أحل لكم ليلة الصيام الرفث إلى نسائكم... الآية﴾ [البقرة:187] يفيد نسخ هذا الحكم، فهذا الحكم لا بد فيه من دليل يدل عليه ولا دليل عليه إلا هذا التشبيه وهو قوله: ﴿كما كتب على الذين من قبلكم﴾ فوجب أن يكون هذا التشبيه دليلا على ثبوت هذا المعنى، قال أصحاب القول الأول: قد بينا أن تشبيه شيء بشيء لا يدل على مشابهتهما من كل الوجوه فلم يلزم من تشبيه صومنا بصومهم أن يكون صومهم مختصا برمضان، وأن يكون صومهم مقدرا بثلاثين يوما.

## الأصل في مشروعية الصوم
ثبتت مشروعية الصوم في الإسلام بأدلة من الكتاب والسنة، فمن الكتاب آيات أحكام الصيام وهي: آيات من القرآن الكريم، في سورة البقرة تضمن الأحكام الشرعية، المتعلقة بالصوم، وأهم ما اشتملت عليه: فرض الصيام على المسلمين، وبيان مقدار وقت الصيام، والرخصة للمريض والمسافر، والفدية وإطاقة الصوم، ثم اختصاص شهر رمضان بالفرضية، وتعيين صيامه، ونزلت آيات تحديد وقت الصيام من طلوع الفجر الثاني إلى غروب الشمس، وأحكام الاعتكاف، وأدلة فرض الصيام في قول الله تعالى: ﴿يَا أَيُّهَا الَّذِينَ آمَنُوا كُتِبَ عَلَيْكُمُ الصِّيَامُ كَمَا كُتِبَ عَلَى الَّذِينَ مِنْ قَبْلِكُمْ لَعَلَّكُمْ تَتَّقُونَ ۝١٨٣ أَيَّامًا مَعْدُودَاتٍ فَمَنْ كَانَ مِنْكُمْ مَرِيضًا أَوْ عَلَى سَفَرٍ فَعِدَّةٌ مِنْ أَيَّامٍ أُخَرَ وَعَلَى الَّذِينَ يُطِيقُونَهُ فِدْيَةٌ طَعَامُ مِسْكِينٍ فَمَنْ تَطَوَّعَ خَيْرًا فَهُوَ خَيْرٌ لَهُ وَأَنْ تَصُومُوا خَيْرٌ لَكُمْ إِنْ كُنْتُمْ تَعْلَمُونَ ۝١٨٤ شَهْرُ رَمَضَانَ الَّذِي أُنْزِلَ فِيهِ الْقُرْآنُ هُدًى لِلنَّاسِ وَبَيِّنَاتٍ مِنَ الْهُدَى وَالْفُرْقَانِ فَمَنْ شَهِدَ مِنْكُمُ الشَّهْرَ فَلْيَصُمْهُ وَمَنْ كَانَ مَرِيضًا أَوْ عَلَى سَفَرٍ فَعِدَّةٌ مِنْ أَيَّامٍ أُخَرَ يُرِيدُ اللَّهُ بِكُمُ الْيُسْرَ وَلَا يُرِيدُ بِكُمُ الْعُسْرَ وَلِتُكْمِلُوا الْعِدَّةَ وَلِتُكَبِّرُوا اللَّهَ عَلَى مَا هَدَاكُمْ وَلَعَلَّكُمْ تَشْكُرُونَ ۝١٨٥﴾ [البقرة:183–185]
وأما أدلة مشروعية الصوم من السنة النبوية؛ فهي إيضاح لنصوص القرآن وبيان ما فيه من أحكام ذكرت فيه إجمالا وتفصيلها، وبيان الأحكام الشرعية التي لم تذكر في القرآن، بل بنص السنة إذ أن القرآن منقول بطريق السنة، والوحي إما نص من القرآن أو من الحديث النبوي، مثل بيان المواقيت التي دل الحديث النبوي على بيانها، فالسنة هي بيان لمراد الله، فعدد الصلوات مثلا: لم يعلم بيانه إلا بطريق السنة، وقد جاء في الحديث: «ألا إني أوتيت القرآن ومثله معه»، قراه». ومعنى «أوتيت الكتاب»: أي القرآن «ومثله معه»: أي الوحي الباطن غير المتلو أو تأويل الوحي الظاهر وبيانه بتعميم وتخصيص وزيادة ونقص، أو أحكاما ومواعظ وأمثالا تماثل القرآن في وجوب العمل أو في المقدار. قال البيهقي: هذا الحديث يحتمل وجهين أحدهما: أنه أوتي من الوحي الباطن غير المتلو مثل ما أوتي من الظاهر المتلو، والثاني أن معناه أنه أوتي الكتاب وحيا يتلى، وأوتي مثله من البيان أي أذن له أن يبين ما في الكتاب فيعم ويخص وأن يزيد عليه فيشرع ما ليس في الكتاب له ذكر فيكون ذلك في وجوب الحكم ولزوم العمل به كالظاهر المتلو من القرآن. قراه». وفي الحديث دليل على وجوب اتباع السنة والأخذ بها، كما دلت عليه نصوص القرآن.

## مراحل تشريع الصوم
للصوم في الإسلام مراحل تشريعية من قبل أن يفرض على المسلمين صوم شهر رمضان إلى أن استقرت الأحكام واكتمل الدين، فمن خصائص التشريع الإسلامي للأحكام أن الله هو الذي شرع الأحكام، فكان بيانها على لسان رسوله خلال فترة نزول الوحي، فلم تشرع الأحكام كلها جملة واحدة، بل كان بطريق التدرج في تشريعها، بطريق التعليم الرباني الذي يقصد به: تعليم الأحكام شيئا فشيئا، وتركزت مراحل التشريع الإسلامي في بدايتها على الإيمان بالله والبرهنة على وجود الله وأنه خالق كل شيء، والمستحق وحده للعبادة، ومن ثم فإن الكثير من الأحكام لم تشرع إلا بعد الهجرة إلى المدينة المنورة، بما فيها الصوم الذي هو في نفس الوقت لم يشرع جملة واحدة، بل شرع في مراحل، وكان المسلمون قبل أن يفرض عليهم صوم رمضان يصومون يوم عاشوراء، وثلاثة أيام من كل شهر، وكان الناس في الجاهلية يصومون يوم عاشوراء، فلما هاجر المسلمون إلى المدينة المنورة وجدوا اليهود يصومونه، فسئلوا عنه فقالوا: ذلك يوم نجى الله فيه موسى وأغرق فيه فرعون فنحن نصومه شكرا لله، وفي الحديث: «أن النبي صلى الله عليه وسلم قدم المدينة فوجد اليهود يصومون عاشوراء وقالوا: إن موسى صامه، وإنه اليوم الذي نجوا فيه من فرعون وغرق فرعون فصامه النبي صلى الله عليه وسلم وأمر بصيامه وقال: نحن أحق بموسى منهم». و«عن عائشة رضي الله عنها قالت كانت قريش تصوم عاشوراء في الجاهلية وكان رسول الله ﷺ يصومه فلما هاجر إلى المدينة صامه وأمر بصيامه، فلما فرض شهر رمضان قال: من شاء صامه ومن شاء تركه». قال النووي: اتفق العلماء على أن صوم يوم عاشوراء سنة ليس بواجب، واختلفوا في حكمه في أول الإسلام حين شرع صومه قبل صوم رمضان، فقال أبو حنيفة: كان واجبا، واختلف أصحاب الشافعي فيه على وجهين مشهورين: أشهرهما عندهم: أنه لم يزل سنة من حين شرع، ولم يكن واجبا قط في هذه الأمة، ولكنه كان متأكد الاستحباب، فلما نزل صوم رمضان صار مستحبا دون ذلك الاستحباب، والثاني: كان واجبا، كقول أبي حنيفة، واستدل القائلون بالوجوب بقوله: «وأمر بصيامه»، ودليل القائلين بعدم وجوبه حديث: «لم يكتب الله عليكم صيامه»، وحديث: «من شاء صامه ومن شاء تركه»، وهذا الخلاف إنما هو فيما كان في صدر الإسلام، أما بعد تعيين صوم رمضان؛ فهو سنة مستحبة بالإجماع.
كان فرض الصوم في أول فرضه على المسلمين في أيام معدودات، وأنه ليس في كل يوم؛ لئلا يشق على النفوس، فتضعف عن حمله وأدائه، بل جعل فرضه في أيام معدودات، أي: قلائل، كما يدل على هذا نص الآية: أَيَّامًا مَّعْدُودَاتٍ ۚ أي: أن تصوموا أياما معدودات هي أيام شهر رمضان، قال الطبري: وأما المعدودات: فهي التي تعد مبالغها وساعات أوقاتها، وعنى بقوله معدودات: محصيات.
وكان الصوم على التخيير، في بداية فرضه؛ لقوله تعالى: ﴿وَعَلَى الَّذِينَ يُطِيقُونَهُ فِدْيَةٌ طَعَامُ مِسْكِينٍ ۖ فَمَن تَطَوَّعَ خَيْرًا فَهُوَ خَيْرٌ لَّهُ ۚ وَأَن تَصُومُوا خَيْرٌ لَّكُمْ ۖ إِن كُنتُمْ تَعْلَمُون﴾، فعن معاذ بن جبل قال: كان في ابتداء الأمر: من شاء صام ومن شاء أفطر وأطعم عن كل يوم مسكينا، ثم نسخ حكم التخيير بآية فرض صوم رمضان، وهكذا روى البخاري عن سلمة بن الأكوع أنه قال: لما نزلت: ﴿وعلى الذين يطيقونه فدية طعام مسكين﴾: كان من أراد أن يفطر يفتدي، حتى نزلت الآية التي بعدها فنسختها، وعن نافع عن ابن عمر، قال: «هي منسوخة». وذهب أكثر العلماء إلى أن الآية منسوخة وهو قول ابن عمر وسلمة بن الأكوع وغيرهما، وذلك أنهم كانوا في ابتداء الإسلام مخيرين بين أن يصوموا وبين أن يفطروا ويفدوا، خيرهم الله تعالى لئلا يشق عليهم لأنهم كانوا لم يتعودوا الصوم ثم نسخ التخيير ونزلت العزيمة بقوله تعالى: ﴿فمن شهد منكم الشهر فليصمه﴾، وقال قتادة: هي خاصة في حق الشيخ الكبير الذي يطيق الصوم ولكن يشق عليه رخص له في أن يفطر ويفدي ثم نسخ وقال الحسن: هذا في المريض الذي به ما يقع عليه اسم المرض وهو مستطيع للصوم خير بين أن يصوم وبين أن يفطر ويفدي ثم نسخ بقوله تعالى: ﴿فمن شهد منكم الشهر فليصمه﴾، وثبتت الرخصة للذين لا يطيقون، وذهب جماعة إلى أن الآية محكمة غير منسوخة، ومعناه وعلى الذين كانوا يطيقونه في حال الشباب فعجزوا عنه بعد الكبر فعليهم الفدية بدل الصوم وقرأ ابن عباس: ﴿وعلى الذين يطيقونه﴾ بضم الياء وفتح الطاء وتخفيفها وفتح الواو وتشديدها أي: يكلفون الصوم وتأويله على الشيخ الكبير والمرأة الكبيرة لا يستطيعان الصوم والمريض الذي لا يرجى زوال مرضه فهم يكلفون الصوم ولا يطيقونه فلهم أن يفطروا ويطعموا مكان كل يوم مسكينا وهو قول سعيد بن جبير وجعل الآية محكمة.
وقال السدي، عن مرة، عن عبد الله، قال: لما نزلت هذه الآية: «وعلى الذين يطيقونه فدية طعام مسكين» قال: يقول: «وعلى الذين يطيقونه» أي: يتجشمونه، قال عبد الله: فكان من شاء صام ومن شاء أفطر وأطعم مسكينا، ﴿فمن تطوع خيرا﴾ أي: أطعم مسكينا آخر؛ ﴿فهو خير له﴾ ﴿وأن تصوموا خير لكم﴾: فكانوا كذلك حتى نسختها: ﴿فمن شهد منكم الشهر فليصمه﴾.
روى البخاري بسنده عن عطاء سمع ابن عباس يقرأ: ﴿وعلى الذين يطيقونه فدية طعام مسكين﴾، قال ابن عباس: ليست منسوخة، هو للشيخ الكبير والمرأة الكبيرة لا يستطيعان أن يصوما، فيطعمان مكان كل يوم مسكينا. وهكذا روى غير واحد عن سعيد بن جبير، عن ابن عباس نحوه.
وعن ابن عباس قال: نزلت هذه الآية: «وعلى الذين يطيقونه فدية طعام مسكين» في الشيخ الكبير الذي لا يطيق الصوم ثم ضعف، فرخص له أن يطعم مكان كل يوم مسكينا.
عن ابن أبي ليلى قال: دخلت على عطاء في رمضان، وهو يأكل، فقال: قال ابن عباس: نزلت هذه الآية: ﴿وعلى الذين يطيقونه فدية طعام مسكين﴾ فكان من شاء صام ومن شاء أفطر وأطعم مسكينا، ثم نزلت هذه الآية فنسخت الأولى، إلا الكبير الفاني إن شاء أطعم عن كل يوم مسكينا وأفطر، فحاصل الأمر أن النسخ ثابت في حق الصحيح المقيم بإيجاب الصيام عليه، بقوله: ﴿فمن شهد منكم الشهر فليصمه﴾. وخلاصة هذا: أن التخيير كان في بداية الأمر بالصوم في صدر الإسلام، ثم نسخ حكم التخيير بتعيين صوم رمضان، وقوله تعالى: ﴿فليصمه﴾ دل على الفرض نصا، من غير تخيير، كما أن الفدية باقية في حق من لا يطيق الصوم، وبهذا ثبت وجوب صوم رمضان، على المكلفين، وأجمع المسلمون على هذا، وقد كان وقت الصوم، يبدء من الليل، فمن نام أو صلى العشاء؛ صار بذلك صائما، وحرم عليه الأكل والشرب، وسائر المفطرات، فشق ذلك على المسلمين، فخفف الله عليهم، وجعل وقت الصوم من طلوع الفجر، إلى غروب الشمس.

## رخصة المرض والسفر
الرخصة بالمعنى الشرعي عند علماء أصول الفقه: مقابل العزيمة، ففرض الصوم عزيمة، ورفع الحرج عن المكلف بالصوم، بالتخفيف حال المرض أو السفر: رخصة من الله؛ لقوله تعالى: فَمَن كَانَ مِنكُم مَّرِيضًا أَوْ عَلَىٰ سَفَرٍ فَعِدَّةٌ مِّنْ أَيَّامٍ أُخَرَ ۚ.
والمعنى: أن من كان منكم مكلفا بالصوم، وأفطر بسبب المرض، أو بسبب السفر، فلا حرج عليه، حيث رخص الله للمريض بالإفطار حال المرض الذي يباح معه الفطر، وللمسافر حال السفر الذي يباح معه الفطر. وعلى من أفطر مترخصا بذلك؛ فعليه قضاء عدد الأيام التي أفطرها، في مرضه، أو في سفره، في أيام أخرى، أي: في وقت لاحق. وفي هذا التخفيف في الصيام، بالرخصة للمريض الذي يشق عليه المرض، والمسافر بعد حدوث السفر المبيح للفطر. فالمريض والمسافر لا يصومان في حال المرض وفي حال السفر؛ لما في ذلك من المشقة عليهما، بل يفطران ويقضيان بعدة ذلك من أيام أخر.

## التخفيف في وقت الصوم
وكان فرض الصوم على المسلمين في السنة الثانية الهجرية، وكانوا في أول ما فرض عليهم الصوم: يصومون من بعد صلاة العشاء، أو النوم قبلها، أي: أن وقت الإمساك كان من بعد العشاء، أو بعد النوم على من نام قبل العشاء، ثم يستمر إمساك الصائم إلى غروب الشمس، في موعد الإفطار في الليلة التالية، فكان الوقت الذي يباح فيه الأكل والشرب في ليلة الصيام: من أول وقت صلاة المغرب إلى العشاء، بشرط عدم النوم فمن نام قبل العشاء؛ وجب عليه الإمساك في ليلته، إلى الليلة القابلة. وقد كان بيان هذا بالسنة النبوية، ثم خفف الله تعالى ذلك على المسلمين، فجعل وقت إباحة الأكل والشرب إلى بداية طلوع الفجر الثاني، حيث نزلت الآية الدالة على ذلك، وكان نزولها بعد فرض الصيام، وتضمنت نسخ الحكم السابق بحكم أخف، وهو نسخ الكتاب للسنة، في قوله تعالى: ﴿أحل لكم ليلة الصيام الرفث إلى نسائكم﴾ أي: أباح الله لكم في ليلة الصيام: «الرفث» وهو كناية عن الجماع. قال ابن عباس: إن الله تعالى حيي كريم يكني كل ما ذكر في القرآن من المباشرة والملامسة والإفضاء، والدخول والرفث فإنما عنى به الجماع. وقال الزجاج: الرفث كلمة جامعة لكل ما يريده الرجال من النساء.
قال البغوي: «قال أهل التفسير: كان في ابتداء الأمر إذا أفطر الرجل حل له الطعام والشراب والجماع إلى أن يصلي العشاء الآخرة أو يرقد قبلها فإذا صلى العشاء أو رقد قبلها حرم عليه الطعام والنساء إلى الليلة القابلة ثم إن عمر بن الخطاب رضي الله عنه واقع أهله بعدما صلى العشاء فلما اغتسل أخذ يبكي ويلوم نفسه فأتى النبي ﷺ فقال: يا رسول الله إني أعتذر إلى الله وإليك من نفسي هذه الخاطئة إني رجعت إلى أهلي بعدما صليت العشاء فوجدت رائحة طيبة فسولت لي نفسي فجامعت أهلي فهل تجد لي من رخصة فقال النبي ﷺ: «ما كنت جديرا بذلك يا عمر»، فقام رجال واعترفوا بمثله فنزل في عمر وأصحابه.

### أدلة فرض الصوم
الأصل في مشروعية الصيام قبل الإجماع: أدلة من الكتاب والسنة، فمن القرآن: ﴿يَا أَيُّهَا الَّذِينَ ءآمَنُوا كُتِبَ عَلَيْكُمُ الصِّيَامُ كَمَا كُتِبَ عَلَى الَّذِينَ مِن قَبْلِكُمْ لَعَلَّكُمْ تَتَّقُونَ... الآية﴾ [البقرة:183] وقول الله تعالى: ﴿فَمَن شَهِدَ مِنكُمُ الشَّهْرَ فَلْيَصُمْهُ... الآية﴾ [البقرة:185]، إلى قوله تعالى: ﴿وَلَعَلَّكُمْ تَشْكُرُونَ﴾. وأدلة فرض الصوم من السنة ما ثبت في الصحيحين: «وعن ابن عمر رضي الله عنهما أن رسول الله ﷺ قال: «بني الإسلام على خمس: شهادة أن لا إله إلا الله وأن محمدا رَسُول الله، وإقام الصلاة، وإيتاء الزكاة، وحج البيت، وصوم رمضان»، متفق عليه».
وللبخاري بلفظ: «بني الإسلام على خمس شهادة أن لا إله إلا الله وأن محمدا رسول الله وإقام الصلاة وإيتاء الزكاة والحج وصوم رمضان».
ولمسلم بلفظ: «بني الإسلام على خمسة على أن يوحد الله وإقام الصلاة وإيتاء الزكاة وصيام رمضان والحج، فقال رجل الحج وصيام رمضان قال لا صيام رمضان والحج هكذا سمعته من رسول الله ﷺ». وفي رواية لمسلم بلفظ: «بني الإسلام على خمس على أن يعبد الله ويكفر بما دونه وإقام الصلاة وإيتاء الزكاة وحج البيت وصوم رمضان».
ولمسلم: «بني الإسلام على خمس شهادة أن لا إله إلا الله وأن محمدا عبده ورسوله وإقام الصلاة وإيتاء الزكاة وحج البيت وصوم رمضان».
ولمسلم بلفظ: إني سمعت رسول الله ﷺ يقول: «إن الإسلام بني على خمس شهادة أن لا إله إلا الله وإقام الصلاة وإيتاء الزكاة وصيام رمضان وحج البيت»
وفي هذا الحديث دليل صريح على فرض صوم شهر رمضان بلفظ: «وصوم رمضان» الذي هو أهم أنواع الصيام في الإسلام، وهو أحد أركان الإسلام الخمسة، ويدل أيضا على هذا حديث: «عن طلحة بن عبيد الله أن أعرابيا جاء إلى رسول الله ﷺ -ثائر الرأس- فقال يا رسول الله! أخبرني ماذا فرض الله علي من الصلاة؟ فقال: «الصلوات الخمس إلا أن تطوع شيئا»، فقال: أخبرني ما فرض الله علي من الصيام؟ فقال: «شهر رمضان إلا أن تطوع شيئا»، فقال: أخبرني بما فرض الله علي من الزكاة؟ فقال: فأخبره رسول الله ﷺ شرائع الإسلام، قال: "والذي أكرمك لا أتطوع شيئا ولا أنقص مما فرض الله علي شيئا" فقال رسول الله ﷺ: «أفلح إن صدق» أو: «دخل الجنة إن صدق»». وهذا الحديث يدل بوضوح على قاعدة مهمة من قواعد الإسلام وهي تحديد الفرائض التي فرضها الله، وأن الصيام المفروض على المسلمين هو: صوم شهر رمضان، وما عداه من أنواع الصيام المشروع هو صوم تطوع دلت السنة النبوية على بيان أحكامه ومقاديره ومواقيته، ليكون صوم النفل تكميلا للفرض وجبرا لما قد يعرض له من خلل أو نقص في الأجر.

## صوم شهر رمضان
صوم شهر رمضان من كل عام هو الصوم المفروض على المسلمين، بالإجماع، وهو أحد أركان الإسلام الخمسة، وأفضل أنواع الصيام؛ للحديث القدسي بلفظ: «وما تقرب إلي عبدي بشيء أحب إلي مما فرضت عليه»، حيث أن أداء الفرائض أحب الأعمال إلى الله. وفرض في السنة الثانية من الهجرة النبوية، قال البهوتي: «فرض في السنة الثانية من الهجرة، إجماعا، فصام النبي ﷺ: تسع رمضانات إجماعا». والأصل في وجوب صومه قول الله تعالى: ﴿يَا أَيُّهَا الَّذِينَ ءآمَنُوا كُتِبَ عَلَيْكُمُ الصِّيَامُ...﴾ [البقرة:183] ثم تعين صوم شهر رمضان بقوله تعالى: ﴿فَمَن شَهِدَ مِنكُمُ الشَّهْرَ فَلْيَصُمْهُ﴾ وحديث: «بني الإسلام على خمس». وذكر منها: «صوم رمضان». ويجب صوم شهر رمضان إما برؤية الهلال، أو باستكمال شهر شعبان ثلاثين يوما عند تعذر رؤية هلال رمضان. ويجب على كل مسلم، مكلف بالغ عاقل، مطيق للصوم، صحيح، مقيم، غير معذور. ولا يصح إلا من مسلم، كما يشترط لصحته شروط منها: نقاء المرأة من الحيض والنفاس. ويختص صوم رمضان بخصوصية فضيلة الوقت من طلوع الفجر الثاني، إلى غروب الشمس. وصوم رمضان يكفر الذنوب لمن صامه إيمانا واحتسابا.
وكان فرض الصيام أول ما فرض على المسلمين، بقول الله تعالى: ﴿يَا أَيُّهَا الَّذِينَ ءآمَنُوا كُتِبَ عَلَيْكُمُ الصِّيَامُ﴾ وكان في ابتداء فرضه: مقدرا في أيام معدودات، هي: «شهر رمضان»، ثم بين الله ذلك بقوله تعالى: ﴿فَمَن شَهِدَ مِنكُمُ الشَّهْرَ فَلْيَصُمْهُ﴾. وقوله تعالى: ﴿كُتِبَ عَلَيْكُمُ الصِّيَامُ﴾ دل على الفرصية، بلفظ: ﴿كُتِبَ﴾ بمعنى: فرض الله عليكم الصيام، وخطاب التكليف للمكلفين الذين آمنوا أي: صدقوا بالله ورسوله وأقروا. وقول الله تعالى: ﴿كَمَا كُتِبَ عَلَى الَّذِينَ مِن قَبْلِكُمْ﴾ بمعنى: الإخبار أن الصوم كان مفروضا في الشرائع السابقة.
وقد كان المسلمون قبل فرض صوم رمضان: يصومون يوم عاشوراء، وفي الحديث: «عن عائشة رضي الله عنها قالت: كانت قريش تصوم عاشوراء في الجاهلية، وكان رسول الله ﷺ يصومه، فلما هاجر إلى المدينة صامه وأمر بصيامه فلما فرض شهر رمضان قال: "من شاء صامه ومن شاء تركه"».